# Regina Blenkle
Regina Blenkle (* 1. April 1961 in Haldensleben) ist eine deutsche Politikerin. Sie war von 1994 bis 1998 für die PDS Mitglied im Landtag Sachsen-Anhalt. Seit 1998 ist sie parteilos. Von Juli 2015 bis zu ihrer Suspendierung im Februar 2017 war sie Bürgermeisterin der Stadt Haldensleben.

## Ausbildung und Leben
Blenkle machte eine Berufsausbildung mit Abitur in Langenstein als Agrotechnikerin und studierte Betriebswirtschaft in Jena. Sie arbeitete als Krippenerzieherin und als Mitarbeiterin beim Rat des Kreises/der Stadt. Ein Fernstudium Staat und Recht schloss sie 1990 ab. Nach 1990 erwarb sie einen kaufmännischen Abschluss und stieg in die Grundlagen des Controlling ein. Ab 1991 arbeitete sie als Versicherungsfachfrau und Unternehmerin.

## Politik
Regina Blenkle war von 1980 bis 1990 Mitglied der SED, nach deren Umbenennung von 1990 bis 1998 der PDS. Bei der Landtagswahl in Sachsen-Anhalt 1994 wurde sie über die Landesliste in den Landtag gewählt. Im Landtag war sie Schriftführerin, Mitglied im Ausschuss für Wirtschaft und Technologie, im Ausschuss für Wohnungswesen/Städtebau/Verkehr, im Finanzausschuss und im Treuhanduntersuchungsausschuss. Von 1990 bis zur Niederlegung ihres Mandats aufgrund ihrer Wahl zur Bürgermeisterin im Jahre 2015 gehörte sie 25 Jahre lang ununterbrochen dem Stadtrat der Stadt Haldensleben an. Dort war sie Vorsitzende des Ausschusses Frauen, Arbeit, Soziales und des Bauausschusses. Weiterhin war sie Mitglied des Aufsichtsrates der Stadtwerke Haldensleben.
Ab dem 25. Mai 2014 war sie gewähltes Mitglied für die Freie Unabhängige Wählergemeinschaft (FUWG) im Kreistag Bördekreis und stellvertretende Fraktionsvorsitzende. Für die Fraktion wurde sie als reguläres Mitglied des Jugendhilfeausschusses benannt, war Mitglied im Verwaltungsrat der Kreissparkasse Börde und in der Gesellschafterversammlung der Abfallentsorgungsgesellschaft „Untere Ohre“ mbH Wolmirstedt. Dem folgenden Kreistag gehörte sie nicht mehr an.
Im Jahre 2015 wurde Blenkle als Kandidatin der Freien Wähler zur Bürgermeisterin der Stadt Haldensleben gewählt und trat am 7. Juli 2015 ihr Amt an. Nach Beschlussfassung der Stadtverordnetenversammlung am 2. Februar 2017 wurde sie vorläufig vom Dienst suspendiert. Dagegen klagte sie. Auch nachdem das Oberverwaltungsgericht Magdeburg im Juli 2017 die Suspendierung bestätigt hatte, hielt Blenkle an ihrem Amt fest.